# Kleisteen

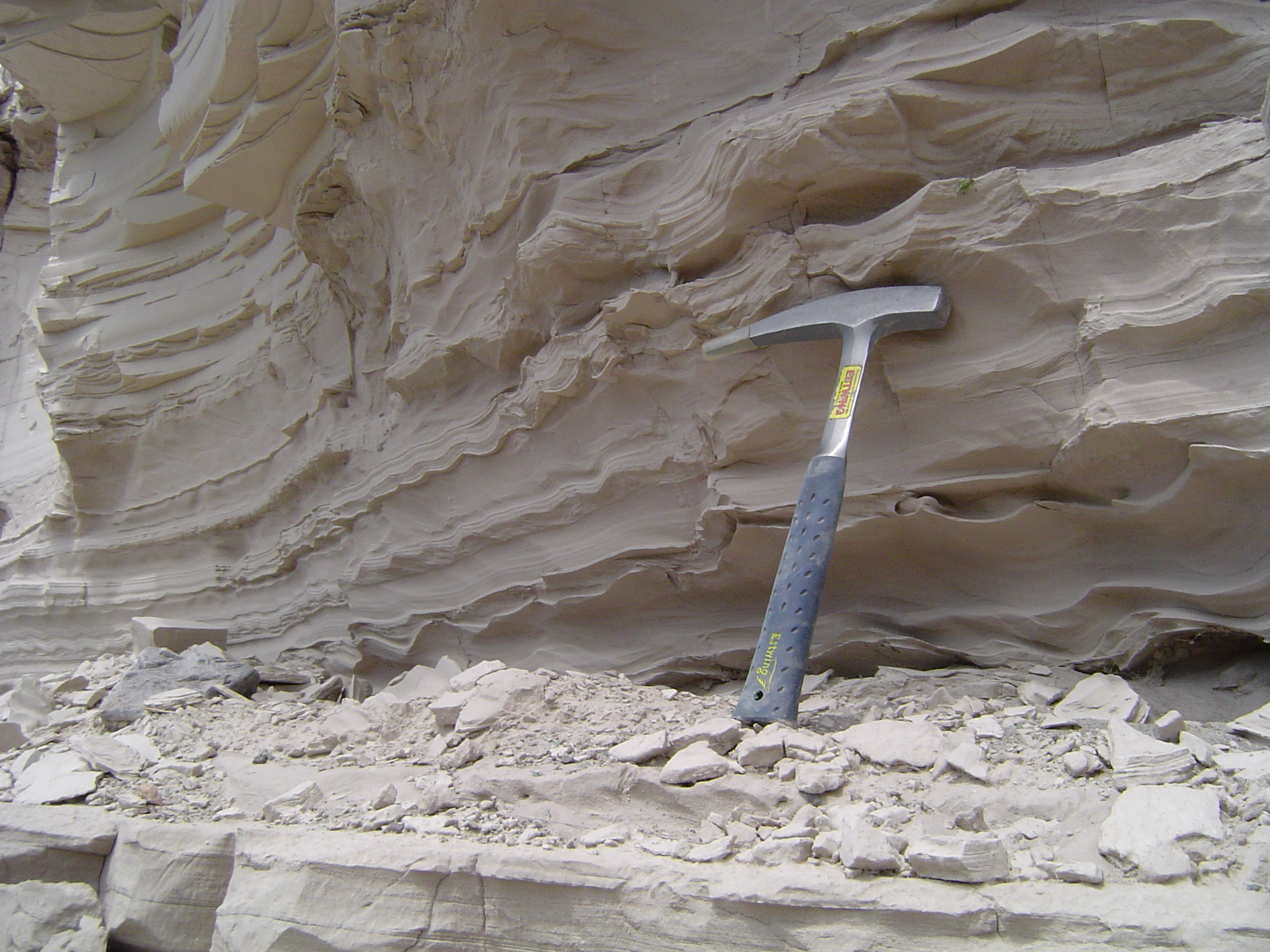
Kleisteen met een fijne gelaagdheid bij het Glacial Lake Missoula (Montana)

Kleisteen is een klastisch sedimentair gesteente dat voornamelijk uit geconsolideerde klei bestaat. 
Afzonderlijke kleideeltjes (klasten) zijn in kleisteen, net als bij ongeconsolideerde klei, kleiner dan 2 μm en bestaan uit kleimineralen als illiet, smectiet of montmorilloniet. Maximaal 25% van het totaalvolume kan echter uit andere mineralen of andere materie bestaan, zoals kwarts, veldspaat, carbonaten, glauconiet, chloriet, oxiden of organische verbindingen zoals bitumen. Kleisteen kan sterk uiteenlopende kleuren hebben, afhankelijk van de hoeveelheid organische verbindingen en de mineraalinhoud.
Wanneer een voornamelijk uit klei bestaand sedimentair gesteente laagjes (laminatie) heeft waarlangs zich een duidelijke splijting vormt, spreekt men niet van een kleisteen maar van een schalie.